# Resolutie 1477 Veiligheidsraad Verenigde Naties
Resolutie 1477 van de Veiligheidsraad van de Verenigde Naties werd met unanimiteit van de leden aangenomen op 29 april 2003. De Veiligheidsraad stelde met deze resolutie een shortlist op met kandidaturen voor ad litem-rechter in het Rwandatribunaal.

## Achtergrond
Toen Rwanda een Belgische kolonie was, werd de Tutsi-minderheid in het land verheven tot een elite die de grote Hutu-minderheid wreed onderdrukte. Na de onafhankelijkheid werden de Tutsi verdreven en namen de Hutu de macht over. Het conflict bleef voortduren, en in 1990 vielen Tutsi-milities verenigd als het FPR Rwanda binnen. Met westerse steun werden zij echter verdreven.
In Rwanda zelf werd de Hutu-bevolking opgehitst tegen de Tutsi. Dat leidde begin 1994 tot de Rwandese genocide. De UNAMIR-vredesmacht van de Verenigde Naties kon vanwege een te krap mandaat niet ingrijpen. Later dat jaar werd het Rwanda-tribunaal opgericht om de daders te vervolgen.

## Inhoud
In 2002 was een pool van ad litem-rechters gecreëerd om het werk van het Rwandatribunaal te bespoedigen. Hun verkiezing verliep gelijkaardig als die van de permanente rechters.
Krachtens artikel °12 van de statuten van het tribunaal mochten landen kandidaturen indienen voor rechters in dit tribunaal. Vervolgens mocht elk land tot twee kandidaten van verschillende nationaliteit nomineren. Uit deze nominaties moest de Veiligheidsraad vervolgens een shortlist met 36 namen opmaken voor de Algemene Vergadering. Die moest ten slotte 18 rechters verkiezen uit deze lijst. Er waren echter te weinig nominaties ingediend, ondanks dat de einddatum hiervoor al eens was opgeschoven. Daardoor konden slechts 35 namen worden doorgestuurd.
De Veiligheidsraad stelde de volgende shortlist samen. De kandidaten die in juni 2003 door de Algemene Vergadering werden verkozen, zijn gemarkeerd.
| Kandidaat                                    | Nationaliteit       | Verk. |
| -------------------------------------------- | ------------------- | ----- |
| Achta Saker Abdoul Edouard Ngarta Mbaïouroum | Tsjaad              |       |
| Aydin Sefa                                   | Turkije             | X     |
| Florence Arrey                               | Kameroen            | X     |
| Abdoulaye Barry                              | Burkina Faso        |       |
| Gberdao Kam                                  | Burkina Faso        | X     |
| Miguel Antonio Bernal                        | Panama              |       |
| Silvio Guerra Morales                        | Panama              |       |
| Aura Guerra de Villalaz                      | Panama              | X     |
| Solomy Balungi Bossa                         | Oeganda             | X     |
| Daniel David Ntanda Nsereko                  | Oeganda             |       |
| Robert Fremr                                 | Tsjechië            | X     |
| Taghreed Hikmat                              | Jordanië            | X     |
| Karin Hökborg                                | Zweden              | X     |
| Vagn Joensen                                 | Denemarken          | X     |
| Joseph-Médard Kaba Kashala Katuala           | D.R. Congo          |       |
| Antoine Mindua                               | D.R. Congo          |       |
| Laurent Ngaoundi                             | D.R. Congo          |       |
| Beradingar Ngonyame                          | D.R. Congo          |       |
| Engera Kileo                                 | Tanzania            |       |
| Nathalia Kimaro                              | Tanzania            |       |
| Joseph Masanche                              | Tanzania            | X     |
| Edward Mukandara Rutakangwa                  | Tanzania            |       |
| Agnieszka Klonowiecka-Milart                 | Polen               |       |
| Flavia Lattanzi                              | Italië              | X     |
| Kenneth Machin                               | Verenigd Koninkrijk | X     |
| Patrick Matibini                             | Zambia              |       |
| Azmi Kamaruddin                              | Maleisië            | X     |
| Lee Muthoga                                  | Kenia               | X     |
| Seon Ki Park                                 | Zuid-Korea          | X     |
| Tatiana Rãducanu                             | Moldavië            |       |
| Xenofon Ulianovschi                          | Moldavië            |       |
| Mparany Rajohnson                            | Madagaskar          | X     |
| Emile Short                                  | Ghana               | X     |
| Bert Swart                                   | Nederland           | X     |

## Verwante resoluties
- Resolutie 1431 Veiligheidsraad Verenigde Naties (2002)
- Resolutie 1449 Veiligheidsraad Verenigde Naties (2002)
- Resolutie 1482 Veiligheidsraad Verenigde Naties
- Resolutie 1503 Veiligheidsraad Verenigde Naties

Lijst ·  1455 ·  1456 ·  1457 ·  1458 ·  1459 ·  1460 ·  1461 ·  1462 ·  1463 ·  1464 ·  1465 ·  1466 ·  1467 ·  1468 ·  1469 ·  1470 ·  1471 ·  1472 ·  1473 ·  1474 ·  1475 ·  1476 ·  1477 ·  1478 ·  1479 ·  1480 ·  1481 ·  1482 ·  1483 ·  1484 ·  1485 ·  1486 ·  1487 ·  1488 ·  1489 ·  1490 ·  1491 ·  1492 ·  1493 ·  1494 ·  1495 ·  1496 ·  1497 ·  1498 ·  1499 ·  1500 ·  1501 ·  1502 ·  1503 ·  1504 ·  1505 ·  1506 ·  1507 ·  1508 ·  1509 ·  1510 ·  1511 ·  1512 ·  1513 ·  1514 ·  1515 ·  1516 ·  1517 ·  1518 ·  1519 ·  1520 ·  1521